# Grünental (Schalksmühle)
Grünental, frühere Schreibweise Grünenthal, ist ein Ortsteil der Gemeinde Schalksmühle im Märkischen Kreis im Regierungsbezirk Arnsberg in Nordrhein-Westfalen (Deutschland).

## Lage und Beschreibung
Der Wohnplatz befindet sich am Großen Klagebach bachaufwärts von Klagebach an der Kreisstraße 36 am Abzweig zur Lauenscheidermühle.
Weitere Nachbarorte auf dem Schalksmühler Gemeindegebiet sind Dahlhausen, Stallhaus, Lauenscheid, Lauenscheiderohl, Golsberg, Schlöten, Horst, Altenhorst, Oberklagebach, Waldesruh, Spormecke, Westhöhe, Ramsloh, Davidshöhe und Harrenscheid.

## Geschichte
Grünental entstand in der zweiten Hälfte des 19. Jahrhunderts und war Teil der Gemeinde Hülscheid im Amt Lüdenscheid im Kreis Altena.
Auf der Preußischen Neuaufnahme von 1892 sowie der Ausgabe von 1913 ist der Ort auf Messtischblättern der TK25 fälschlicherweise bachabwärts eingezeichnet, am nördlichen Rand von Klagebach. Ab der Ausgabe 1921 ist der Ort mit Grünenthal beschriftet, aber der Ausgabe 1955 als Grünental.
Die Gemeinde- und Gutbezirksstatistik der Provinz Westfalen führt 1871 den Ort als Etablissement unter dem Namen Grünenthal mit zwei Wohnhäusern und 20 Einwohnern auf. Das Gemeindelexikon für die Provinz Westfalen gibt 1885 für Grünental eine Zahl von sechs Einwohnern an, die in einem Wohnhaus lebten. 1895 besitzt der Ort ein Wohnhaus mit fünf Einwohnern, 1905 werden ein Wohnhaus und zwei Einwohner angegeben.
1969 wurden die Gemeinden Hülscheid und Schalksmühle zur amtsfreien Großgemeinde (Einheitsgemeinde) Schalksmühle im Kreis Altena zusammengeschlossen und Grünental gehört seitdem politisch zu Schalksmühle, das 1975 auf Grund des Sauerland/Paderborn-Gesetzes Teil des neu geschaffenen Märkischen Kreises wurde.